# Aire d'attraction de Cosne-Cours-sur-Loire
L'aire d'attraction de Cosne-Cours-sur-Loire est un zonage d'étude défini par l'Insee pour caractériser l’influence de la commune de Cosne-Cours-sur-Loire sur les communes environnantes. Publiée en octobre 2020, elle se substitue à l'aire urbaine de Cosne-Cours-sur-Loire, qui comportait 6 communes dans le zonage de 2010.

## Définition
L'aire d'attraction d'une ville est composée d’un pôle, défini à partir de critères de population et d’emploi ainsi que d’une couronne constituée des communes dont au moins 15 % des actifs travaillent dans le pôle. Le pôle d’attraction constitue ainsi un point de convergence des déplacements domicile-travail,.

## Géographie
L’aire d'attraction de Cosne-Cours-sur-Loire est une aire inter-régionale qui comporte 30 communes : 24 situées dans la Nièvre et 6 dans le Cher. 

### Carte

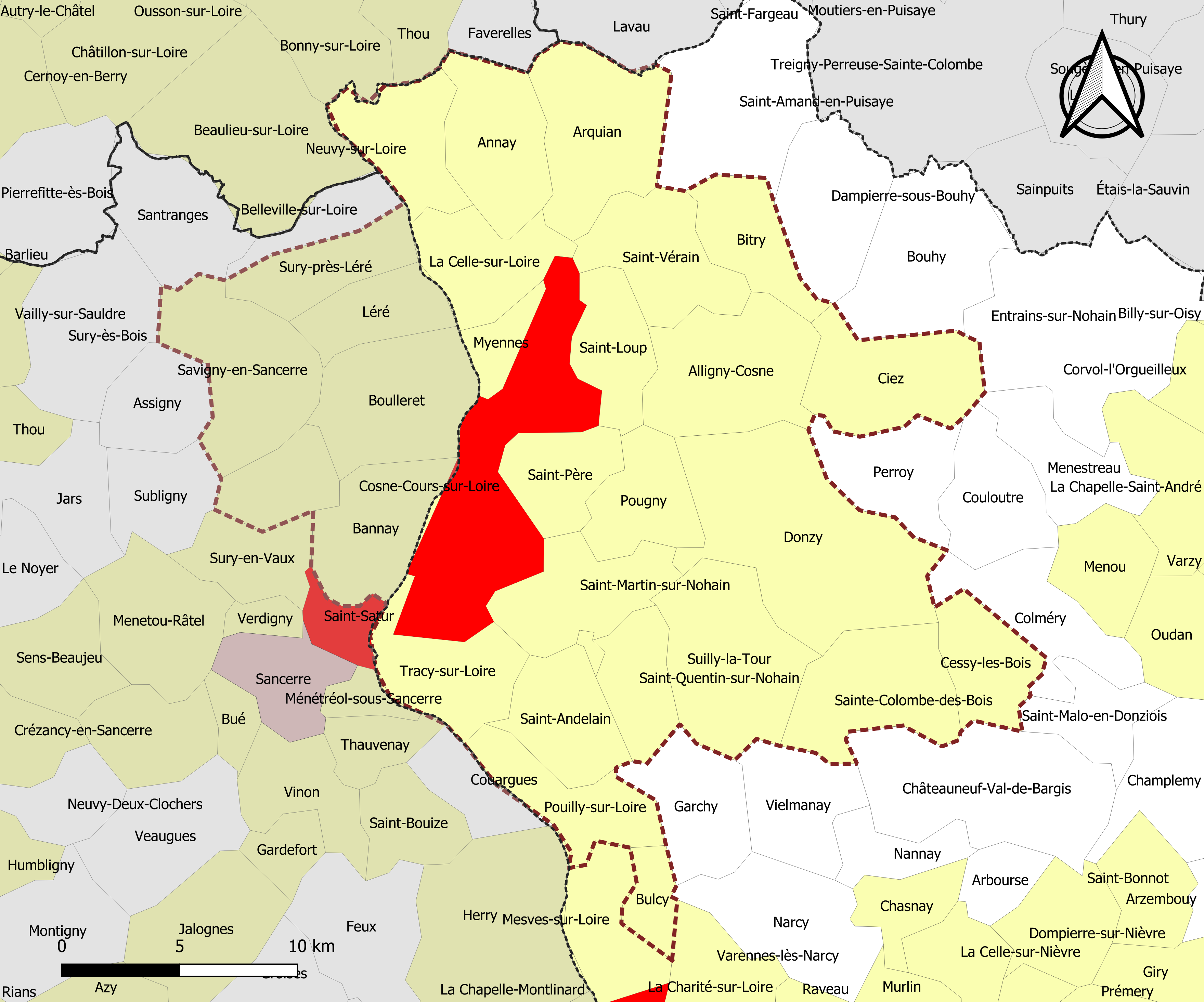
Carte de l'aire d'attraction de Cosne-Cours-sur-Loire.
Commune-centre
Commune de la couronne

### Composition communale
| Nom                                    | Code Insee | Département | Statut                 | Superficie (km2) | Population (dernière pop. légale) | Densité (hab./km2) | Modifier                                    |
| -------------------------------------- | ---------- | ----------- | ---------------------- | ---------------- | --------------------------------- | ------------------ | ------------------------------------------- |
| Cosne-Cours-sur-Loire (commune-centre) | 58086      | Nièvre      | commune-centre         | 53,30            | 9 786 (2022)                      | 184                | modifier les données · modifier les données |
| Bannay                                 | 18020      | Cher        | commune de la couronne | 25,03            | 841 (2022)                        | 34                 | modifier les données · modifier les données |
| Boulleret                              | 18032      | Cher        | commune de la couronne | 32,71            | 1 389 (2022)                      | 42                 | modifier les données · modifier les données |
| Léré                                   | 18125      | Cher        | commune de la couronne | 15,98            | 1 095 (2022)                      | 69                 | modifier les données · modifier les données |
| Sainte-Gemme-en-Sancerrois             | 18208      | Cher        | commune de la couronne | 14,84            | 403 (2022)                        | 27                 | modifier les données · modifier les données |
| Savigny-en-Sancerre                    | 18246      | Cher        | commune de la couronne | 33,31            | 1 111 (2022)                      | 33                 | modifier les données · modifier les données |
| Sury-près-Léré                         | 18257      | Cher        | commune de la couronne | 17,78            | 656 (2022)                        | 37                 | modifier les données · modifier les données |
| Alligny-Cosne                          | 58002      | Nièvre      | commune de la couronne | 34,41            | 922 (2022)                        | 27                 | modifier les données · modifier les données |
| Annay                                  | 58007      | Nièvre      | commune de la couronne | 26,27            | 345 (2022)                        | 13                 | modifier les données · modifier les données |
| Arquian                                | 58012      | Nièvre      | commune de la couronne | 33,56            | 550 (2022)                        | 16                 | modifier les données · modifier les données |
| Bitry                                  | 58033      | Nièvre      | commune de la couronne | 17,47            | 311 (2022)                        | 18                 | modifier les données · modifier les données |
| Bulcy                                  | 58042      | Nièvre      | commune de la couronne | 8,43             | 144 (2022)                        | 17                 | modifier les données · modifier les données |
| La Celle-sur-Loire                     | 58044      | Nièvre      | commune de la couronne | 21,17            | 786 (2022)                        | 37                 | modifier les données · modifier les données |
| Cessy-les-Bois                         | 58048      | Nièvre      | commune de la couronne | 17,49            | 114 (2022)                        | 6,5                | modifier les données · modifier les données |
| Ciez                                   | 58077      | Nièvre      | commune de la couronne | 28,34            | 376 (2022)                        | 13                 | modifier les données · modifier les données |
| Donzy                                  | 58102      | Nièvre      | commune de la couronne | 63,18            | 1 542 (2022)                      | 24                 | modifier les données · modifier les données |
| Myennes                                | 58187      | Nièvre      | commune de la couronne | 7,40             | 536 (2022)                        | 72                 | modifier les données · modifier les données |
| Neuvy-sur-Loire                        | 58193      | Nièvre      | commune de la couronne | 21,31            | 1 428 (2022)                      | 67                 | modifier les données · modifier les données |
| Pougny                                 | 58213      | Nièvre      | commune de la couronne | 19,19            | 473 (2022)                        | 25                 | modifier les données · modifier les données |
| Pouilly-sur-Loire                      | 58215      | Nièvre      | commune de la couronne | 20,28            | 1 623 (2022)                      | 80                 | modifier les données · modifier les données |
| Saint-Andelain                         | 58228      | Nièvre      | commune de la couronne | 20,31            | 609 (2022)                        | 30                 | modifier les données · modifier les données |
| Sainte-Colombe-des-Bois                | 58236      | Nièvre      | commune de la couronne | 29,59            | 139 (2022)                        | 4,7                | modifier les données · modifier les données |
| Saint-Laurent-l'Abbaye                 | 58248      | Nièvre      | commune de la couronne | 1,41             | 216 (2022)                        | 153                | modifier les données · modifier les données |
| Saint-Loup-des-Bois                    | 58251      | Nièvre      | commune de la couronne | 17,28            | 463 (2022)                        | 27                 | modifier les données · modifier les données |
| Saint-Martin-sur-Nohain                | 58256      | Nièvre      | commune de la couronne | 24,03            | 377 (2022)                        | 16                 | modifier les données · modifier les données |
| Saint-Père                             | 58261      | Nièvre      | commune de la couronne | 17,09            | 1 047 (2022)                      | 61                 | modifier les données · modifier les données |
| Saint-Quentin-sur-Nohain               | 58265      | Nièvre      | commune de la couronne | 15,98            | 98 (2022)                         | 6,1                | modifier les données · modifier les données |
| Saint-Vérain                           | 58270      | Nièvre      | commune de la couronne | 24,69            | 369 (2022)                        | 15                 | modifier les données · modifier les données |
| Suilly-la-Tour                         | 58281      | Nièvre      | commune de la couronne | 36,91            | 575 (2022)                        | 16                 | modifier les données · modifier les données |
| Tracy-sur-Loire                        | 58295      | Nièvre      | commune de la couronne | 23,07            | 993 (2022)                        | 43                 | modifier les données · modifier les données |

## Démographie
Cette aire est catégorisée dans les aires de moins de 50 000 habitants, une catégorie qui regroupe 12,2 % de la population au niveau national.